# Venera 3
Venera 3 (tiếng Nga: Венера-3 có nghĩa là Sao Kim 3) là một thăm dò không gian chương trình Venera được xây dựng và đưa ra bởi Liên Xô để khám phá bề mặt của sao Kim. Nó được phóng vào ngày 16 tháng 11 năm 1965 lúc 04:19 UTC từ sân bay vũ trụ Baikonur, Kazakhstan, Liên Xô. Tàu vũ trụ này bao gồm một tàu thăm dò đầu vào, được thiết kế để đi vào bầu khí quyển Venus và dù để rơi xuống bề mặt, và tàu vũ trụ/tàu bay, mang tàu thăm dò tới sao Kim và cũng phục vụ như một điểm trung gian truyền dữ liệu từ tàu thăm dò về Trái Đất.

## Lịch sử
Trong năm 1965, Ủy ban Trung ương của Liên Xô, thất vọng trước hồ sơ theo dõi nghèo nàn của phòng thiết kế OKB-1 của Sergei Korolev, đã giao lại chương trình thăm dò hành tinh cho Văn phòng Lavochkin. Trong hơn hai chục lần thử kể từ năm 1958, Luna 2 và Luna 3 là những tàu thăm dò duy nhất hoàn thành tất cả các mục tiêu nhiệm vụ của họ. Trong khi đó, Hoa Kỳ đã thành công với tàu thăm dò Mariner 2 tới sao Kim và tàu thăm dò Mariner 4 tới sao Hỏa, và sau một chuỗi dài các tàu thăm dò tới Mặt Trăng, Ranger 6 đã rơi thành công xuống Mặt trăng (với hệ thống TV thất bại) và Ranger 7 thành công đã gửi lại một loạt các hình ảnh về Trái Đất.
Văn phòng Lavochkin bắt đầu một chương trình thử nghiệm toàn diện của các tàu thăm dò Venera và Luna, trong khi Korolev luôn phản đối ý tưởng về các bài kiểm tra dự bị ngoại trừ với tàu vũ trụ có người lái. Trong số những lỗi thiết kế khác mà họ phát hiện ra là chiếc Venera đáp xuống, sau khi bị thử ly tâm, thất bại ở một nửa lực gia tốc mà tàu vũ trụ phải xử lý.